# Anton Zwisler
Anton Ferdinand Zwisler (* 3. Mai 1888 in Bregenz; † 13. Januar 1977 in Lindau (Bodensee)) war ein deutscher Ingenieur und Unternehmer. Er war von 1946 bis 1956 Kreispräsident von Lindau, das eine territoriale Sonderstellung im Nachkriegsdeutschland hatte.

## Leben
Nach dem Besuch der Volksschule in Lindau am Bodensee wurde Anton Zwisler aufgrund seiner Begabung in das Internat des Humanistischen Gymnasiums St. Stephan in Augsburg geschickt, wo er 1908 das Abitur erlangte. Anschließend studierte er Maschinenbau an der Königlichen Ingenieurschule Augsburg. Nach längerer Tätigkeit teils im Ausland stieg Anton Zwisler 1913 in die familieneigene Maschinenfabrik in Reutin (später in Rehlings) ein, die Landmaschinen und später auch Haushaltsgeräte – wie zum Beispiel die Waschmaschine namens Blitz – herstellte. 1936 übernahm Anton Zwisler nach dem Tod des Vaters die Fabrik. 1945 trat Anton Zwisler in die neu gegründete CDP (später CSU) ein und wurde 1946 Stadtrat und Mitglied der Kreisversammlung. Ab Mai 1946 war er bis 1970 Präsident der IHK Lindau.
Nach dem Zweiten Weltkrieg wurde das Gebiet des Landkreises Lindau (mit der Stadt Lindau) der französischen Besatzungszone zugeschlagen und gemeinsam mit Württemberg-Hohenzollern verwaltet, während der Rest Bayerns zur amerikanischen Besatzungszone gehörte. Als erster Kreispräsident des Bayerischen Kreises Lindau wurde Oskar Groll ernannt, der zwei Tage nach seiner Amtseinführung am 19. Juni 1946 starb. Ab dem 13. November 1946 wurde Anton Zwisler von den Franzosen zum zweiten Kreispräsidenten des Bayerischen Kreises Lindau ernannt. Der Landkreis hatte damit eine territoriale Sonderstellung und gehörte weder zu Württemberg noch zu Bayern. Das Kreispräsidium war den provisorischen Regierungen der französischen Zone gleichgestellt. Der Landkreis stellte seit 1950 einen Abgeordneten für den bayerischen Landtag. Das besondere Staatskonstrukt hatte die französische Militärregierung mit der amerikanischen Militärregierung ausgehandelt, um als Landbrücke freien Zugang zu der französischen Besatzungszone in Österreich (Vorarlberg) zu erhalten, nachdem die französische Militärregierung die bayerischen Kreise Sonthofen und Kempten (Allgäu) an die amerikanische Besatzungszone abgetreten hatte.
In der Folge war die Zustimmung des Kreispräsidenten von Lindau zu Verordnungen der Bundesregierung nach Art. 127 des Grundgesetzes erforderlich, um sie im Bereich Lindaus gültig werden zu lassen. Mit dem österreichischen Staatsvertrag 1955 und dem Abzug der alliierten Besatzungskräfte wurde die Brückenfunktion für Frankreich hinfällig und damit auch die Notwendigkeit einer Sonderstellung. Am 1. September 1955 wurde Lindau per Gesetz ('Lex Lindau') offiziell nach Bayern zurückgeholt worden. Allerdings wurde eine sieben Monate dauernde Übergangszeit vereinbart und das Konstrukt endete förmlich am 27. März 1956, mit einem Festakt im Alten Rathaus von Lindau unter Anwesenheit von Zwisler und des bayerischen Ministerpräsidenten Wilhelm Hoegner. Zwisler blieb bis 1970 Präsident der IHK Lindau.
In erster Ehe war er mit Gertrud Kick, Tochter von Lindaus Ehrenbürger Ludwig Kick, verheiratet, die am 5. April 1950 starb. Mit ihr hatte Anton Zwisler eine Tochter names Elisabeth. In der zweiten Ehe heiratete er Ida Marie Ilse Rindle, Tochter eines ehemaligen hohen Offiziers der Reichswehr. Mit ihr hatte er die Kinder Günther – er übernahm später die Maschinenfabrik von ihm – und Christa.
Anton Zwisler starb am 13. Januar 1977 im Alter von 88 Jahren. Sein Grab befindet sich in Aeschach, einem Stadtteil von Lindau, wo er am 17. Januar 1977 beigesetzt wurde.

## Ehrungen
- Großes Verdienstkreuz der Bundesrepublik Deutschland (1956)
- Bayerischer Verdienstorden (1960)